# Jacob Praetorius el Vell
Jacob Praetorius (cap al 1520 - †1586), va ser un compositor i organista alemany, pare de Hieronymus Praetorius (1560-1629) i avi de Jacob Praetorius (el jove) (1586-1651); per això, se l'anomena "el Vell".

## Biografia
Va néixer a Magdeburg (Alemanya), potser l'any 1520. També es creu que va rebre classes de Martin Agricola. Es tenen dades que des de 1555 fins al 1586, any de la seva mort a Hamburg, va treballar com a organista i compositor en dues esglésies de la ciutat.

## Obra
L'any 1566 va publicar la col·lecció de música Opus musicum excellens et novum que conté més de 200 obres de compositors alemanys i holandesos. Tan sols una d'aquestes obras, un Te deum laudamus a 4, va ser composta amb seguretat per ell mateix i de la qual ens ha arribat la primera part. També el 1554 va publicar una col·lecció de corals, la Choralsammlung.
Existeix un Veni in hortum meum a 4 que pot ser seva o del seu net, Jacob Praetorius el Jove.